# قره‌مان‌لی پایین
قره‌مان‌لی پایین (به لاتین: Aşağı Qaramanlı) یک منطقه مسکونی در جمهوری آذربایجان است که در شهرستان نفت‌چاله واقع شده است. این روستا ۱۸۱۰ نفر جمعیت دارد و بیش‌تر مردم آن از تالش‌های تالش شمالی هستند.